# マルク・オーフェルマルス
- マルク・オーフェルマウス
- マルク・オフェルマウス

マルク・オーフェルマルス（Marc Overmars, 1973年3月29日 - ）は、オランダ・エムスト出身の元同国代表サッカー選手。ポジションはFWで、左右どちらでもこなせるウインガー。ゴー・アヘッド・イーグルスでプロデビューを果たし、ヴィレムIIを経て1992年にアヤックスに移籍。その後はアーセナルFCそしてFCバルセロナで引退した。しかし、2009年にGAイーグルスで現役復帰を果たしたが、怪我のため1シーズンで現役復帰を断念した。

## 経歴

### オランダ時代
2年半の間、イーグルスの下部組織でサッカーを学ぶと1990-91シーズンにトップチームに昇格し、エールステ・ディヴィジで11試合に出場した。シーズン終了後、才能に目を付けたヴィレムIIが、当時の若手選手に支払う額としては高額な50万ユーロで獲得した。ヴィレムでは、デ・フラーフスハップ戦で初ゴールを決めるなど、31試合に出場した。
1992年、アヤックス・アムステルダムに移籍した。1992年8月16日、FCドルトレヒト戦で移籍後デビューを果たし、9月16日のUEFAカップ1回戦レッドブル・ザルツブルク戦で移籍後初ゴールを挙げた。この1992-93シーズン、エールディヴィジにおいて全試合スタメンフル出場を達成し、その年のオランダ年間最優秀若手選手賞を受賞した。翌1993-94シーズンはリーグ戦で12得点を記録し、キャリア初の2桁得点となった。クラブもエールディヴィジを制覇した。
1994-95シーズン、ヤング・アヤックスと呼ばれたチームでUEFAチャンピオンズリーグ準決勝のバイエルン・ミュンヘン戦では1ゴール1アシストを決め、決勝進出に貢献、決勝ではACミランを破り、優勝を成し遂げ、国外のビッククラブから獲得オファーが相次いだが、それ以降もクラブに留まり、アヤックスでプレーすることを継続した。、同年のバロンドールでは第8位に入った。1995-96シーズン、12月20日、デ・フラーフスハップとのリーグ戦で相手DFロブ・マテューイのタックルを喰らい左膝の前十字靭帯を断裂。長期の離脱を余儀なくされた。このシーズン、クラブは再びCL決勝にコマを進め、ユヴェントスFCと対戦するも、オーフェルマルスのいないアヤックスは敗れてしまった。1996-97シーズンにチームへと復帰し、25試合に出場。2得点に終わった。リーグ最終節のフィテッセとの試合に出場しゴールを決めたが、アヤックスでの最後の出場となった。

### アーセナル
1997年6月、プレミアリーグのアーセナルFCに移籍し、5年契約を結んだ。8月9日のリーズ・ユナイテッドFC戦でプレミアリーグデビューを果たし、2週間後のサウサンプトン戦で初ゴールを挙げた。また、1998年3月14日の優勝争いをする上で絶対に落とせないマンチェスター・ユナイテッド戦では、1-0での勝利に繋がる決勝ゴールを決めた。最終的に移籍1年目はリーグ戦で12得点を挙げるとともに、プレミアリーグ優勝、FAカップ優勝の二冠獲得に貢献、FAカップ決勝のニューカッスルとの対戦では先制点を決め優勝に貢献した。翌シーズンは、得点はコミュ二ティシールドのマンチェスター・ユナイテッド戦ではゴールを決め、優勝に貢献、得点は12から6へと減少したが、アシスト数を5から13へと伸ばし、デニス・ベルカンプに多くの得点機会を与えた。アーセナルでの3シーズン、左サイドのレギュラーとして活躍し、在籍3年で公式戦142試合41得点の成績を残した。

### バルセロナ
2000年7月、バルセロナが当時のオランダ人プレイヤーとしては最高額となる約32億円の5年契約で彼を獲得した。1年目は安定した出場機会を得ていたが、以降は頻繁に負傷離脱を繰り返すようになり、2003-04シーズン終了時、現役引退を表明した。

### 1シーズン限りの現役復帰
バルセロナでの引退から1年の休養を経て2005年、オーフェルマルスは自身がプロデビューを果たしたゴー・アヘッド・イーグルスでクラブ経営を行っていた。フロント入りして3年がたった2008年8月の事、同胞ヤープ・スタムの現役引退記念試合に出場したオーフェルマルスだったが、その試合を観戦していたゴー・アヘッド・イーグルスのコーチがオーフェルマルスがまだプロとして十分プレーできることを見抜き、彼にGAイーグルスでの現役復帰を打診したところ、オーフェルマルスは2つ返事で快諾し、現役復帰が決まった。イーグルスでは主に途中交代がメインであったが、なかなか得点を奪えず、しまいには2009年5月1日のFCオス戦で足首を負傷してしまい、再び現役引退を決めた。だが、2009-10シーズンには地元アマチュアクラブのSVエペで数試合のみプレーしていた。

## 代表経歴
1993年2月のワールドカップ予選、トルコ戦で代表デビューを果たし、ゴールも決めた。1994 FIFAワールドカップに出場、ラウンド16のアイルランド戦、準々決勝のブラジル戦でそれぞれ1アシストを決めるなど、最優秀若手選手賞を受賞する活躍を見せた。UEFA EURO '96予選のマルタ戦では初のハットトリックを決めたが、しかし膝の大怪我のため本大会には招集されなかった。2年後1998 FIFAワールドカップに出場、グループリーグの韓国戦でゴールを決め、準決勝まで進むも、ブラジルに敗れた。EURO2000、EURO2004では準決勝まで進むが、2004年大会ではポルトガルに破れ、決勝進出は出来なかった。大会終了後に現役引退を表明した。2006年にはデニス・ベルカンプ、2008年にはヤープ・スタムの引退試合に左サイドで出場した。

## 指導者経歴
現役引退から1年後の2005年、ゴー・アヘッド・イーグルスのフロント入りを果たした。2011年にはアヤックスのチェアマンに指名されたが、オーフェルマルスはこれを断っている。2012年12月30日、ゴー・アヘッド・イーグルスでの経営業から退くことを発表した。
現役引退後の2012年7月、古巣アヤックスのスポーツディレクターに就任した。アヤックスではダビンソン・サンチェスやクリスティアン・エリクセンらを高額で売却し、クラブに多大な利益を持ち込み、さらにはマタイス・デ・リフトとフレンキー・デ・ヨングの若手選手を発掘したが、2022年、同僚の女性に対する問題行為が発覚し、退任した。

## エピソード
- 2008年、アーセナルFC公式サイト上で開催された「アーセナル、50人の偉大な選手」で、サポーターの投票により12位に選出された[13]。
- エトヴィン・ファン・デル・サールの送別試合で、98年アヤックスチーム側として出場し、96年オランダ代表相手にこの試合唯一の得点を決めている。

- 1998年のW杯、対韓国戦で左サイドを突破した際、解説の木村和司が「この選手速いですねぇ〜！」と唸った。

## 個人成績
| クラブ                     | シーズン     | リーグ                 | リーグ | リーグ | 国内カップ | 国内カップ | UEFA | UEFA | 通算 | 通算 |
| クラブ                     | シーズン     | ディヴィジョン         | 出場   | 得点   | 出場       | 得点       | 出場 | 得点 | 出場 | 得点 |
| -------------------------- | ------------ | ---------------------- | ------ | ------ | ---------- | ---------- | ---- | ---- | ---- | ---- |
| ゴー・アヘッド・イーグルス | 1990-91      | エールステ・ディヴィジ | 11     | 1      | 0          | 0          | 0    | 0    | 11   | 1    |
| ヴィレムII                 | 1991-92      | エールディヴィジ       | 31     | 1      | 0          | 0          | 0    | 0    | 31   | 1    |
| アヤックス                 | 1992-1993    | エールディヴィジ       | 34     | 3      | 5          | 4          | 8    | 1    | 47   | 8    |
| アヤックス                 | 1993-94      | エールディヴィジ       | 34     | 12     | 4          | 0          | 5    | 0    | 43   | 12   |
| アヤックス                 | 1994-95      | エールディヴィジ       | 28     | 8      | 3          | 0          | 11   | 1    | 42   | 9    |
| アヤックス                 | 1995-96      | エールディヴィジ       | 15     | 11     | 0          | 0          | 6    | 2    | 21   | 13   |
| アヤックス                 | 1996-97      | エールディヴィジ       | 25     | 2      | 1          | 0          | 10   | 0    | 36   | 2    |
| アヤックス                 | クラブ通算   | クラブ通算             | 136    | 36     | 13         | 4          | 40   | 4    | 152  | 44   |
| アーセナル                 | 1997-98      | プレミアリーグ         | 32     | 12     | 12         | 4          | 2    | 0    | 46   | 16   |
| アーセナル                 | 1998-99      | プレミアリーグ         | 37     | 6      | 7          | 5          | 4    | 1    | 48   | 12   |
| アーセナル                 | 1999-00      | プレミアリーグ         | 31     | 7      | 2          | 1          | 14   | 5    | 47   | 13   |
| アーセナル                 | クラブ通算   | クラブ通算             | 100    | 25     | 21         | 10         | 20   | 6    | 145  | 41   |
| バルセロナ                 | 2000-01      | ラ・リーガ             | 31     | 8      | 5          | 0          | 10   | 0    | 46   | 8    |
| バルセロナ                 | 2001-02      | ラ・リーガ             | 20     | 0      | 1          | 0          | 11   | 1    | 32   | 1    |
| バルセロナ                 | 2002-03      | ラ・リーガ             | 26     | 6      | 0          | 0          | 6    | 1    | 32   | 7    |
| バルセロナ                 | 2003-04      | ラ・リーガ             | 20     | 1      | 3          | 2          | 8    | 0    | 31   | 3    |
| バルセロナ                 | クラブ通算   | クラブ通算             | 97     | 14     | 9          | 2          | 35   | 2    | 146  | 18   |
| ゴー・アヘッド・イーグルス | 2008-09      | エールステ・ディヴィジ | 24     | 0      | 0          | 0          | 0    | 0    | 24   | 0    |
| Career total               | Career total | Career total           | 399    | 78     | 43         | 15         | 95   | 12   | 537  | 106  |

## 代表歴

### 出場大会
- オランダ代表
  - 1994年 - 1994 FIFAワールドカップ（ベスト8）
  - 1998年 - 1998 FIFAワールドカップ（4位）
  - 2000年 - UEFA EURO 2000（ベスト4）
  - 2004年 - UEFA EURO 2004（ベスト4）

### 試合数
- 国際Aマッチ 86試合 17得点 (1993年-2004年)[14]

| オランダ代表 | 国際Aマッチ | 国際Aマッチ |
| 年           | 出場        | 得点        |
| ------------ | ----------- | ----------- |
| 1993         | 7           | 1           |
| 1994         | 14          | 1           |
| 1995         | 8           | 4           |
| 1996         | 2           | 0           |
| 1997         | 4           | 0           |
| 1998         | 14          | 4           |
| 1999         | 3           | 0           |
| 2000         | 10          | 4           |
| 2001         | 8           | 1           |
| 2002         | 2           | 0           |
| 2003         | 8           | 1           |
| 2004         | 6           | 1           |
| 通算         | 86          | 17          |

## タイトル

### クラブ
アヤックス
- エールディヴィジ : 3回 (1993-94, 1994-95, 1995-96)
- KNVBカップ : 1回 (1992-93)
- ヨハン・クライフ・スハール : 2回 (1994, 1995)
- UEFAチャンピオンズリーグ : 1回 (1994-95)
- UEFAスーパーカップ : 1回 (1995)
- インターコンチネンタルカップ : 1回 (1995)

アーセナルFC
- プレミアリーグ : 1回 (1997-98)
- FAカップ : 1回 (1997-98)
- FAコミュニティ・シールド : 2回 (1998, 1999)

### 個人
- オランダ年間最優秀選手賞 : 2回 (1992, 1993)
- 1994 FIFAワールドカップ最優秀若手選手賞 : 1回 (1994)